# 大眼犀孔鲷
大眼犀孔鲷（学名：Poromitra megalops）为孔头鲷科犀孔鲷属的鱼类。分布于中国南海中部及环热带远洋深海区等。

## 扩展阅读
維基物種上的相關：大眼犀孔鲷